# Bannière avant d'Urad
Pour les articles homonymes, voir Urad.
La bannière avant d'Urad (乌拉特前旗 ; pinyin : Wūlātè Qián Qí) est une subdivision administrative de la région autonome de Mongolie-Intérieure en Chine. Elle est placée sous la juridiction de la ville-préfecture de Bayannuur. Son chef-lieu est la commune de Ulashan (zh), située entre le fleuve Jaune et le lac Ulansuhai Nur.

## Démographie
La population de la bannière était de 370 054 habitants en 1999.